# Massaoua
Pour les articles homonymes, voir Massaua.
Ne doit pas être confondu avec Masawa.
 (janvier 2015).
Si vous disposez d'ouvrages ou d'articles de référence ou si vous connaissez des sites web de qualité traitant du thème abordé ici, merci de compléter l'article en donnant les références utiles à sa vérifiabilité et en les liant à la section « Notes et références ».
Massaoua, ou Massawa (en tigrigna : ማሳዋ ; en arabe : مصوع), est une ville d'Érythrée, capitale de la région Semien-Keih-Bahri, et du district de Massaoua. Cet important port, le deuxième de la Corne de l'Afrique, est situé à une soixantaine de kilomètres de la capitale érythréenne Asmara.
Les deux villes sont reliées par une ligne de chemin de fer (chemins de fer d'Érythrée), aujourd'hui réactivée, et par une ligne de téléphérique (téléphérique de Massaoua à Asmara), aujourd'hui démantelée, toutes deux construites par le colonisateur italien.
Le film Shaft contre les trafiquants d'hommes, sorti en 1973, a en partie été tourné à Massaoua.

## Histoire
Des troupes portugaises débarquent à Massawa, au nord de l'Éthiopie, en 1541 pour soutenir le négus Gelawdewos, successeur de Dawit II. Les Portugais remportent un premier succès en franchissant l'Amba-Sénéïti, puis arrivent début avril 1542 au sud de Macallé où ils se retranchent devant le gros des troupes de Gragn[C'est-à-dire ?]. En deux batailles au nord de l’Amba Alagi, ils dispersent les musulmans, et blessent leur chef, l'imam Ahmed al Ghazi. Mi-avril, ils atteignent la plaine d’Ofala, au sud du lac Achangui, alors que la saison des pluies arrive.
Pendant ce temps, Ahmed al Ghazi reconstitue ses troupes et y adjoint 900 mousquetaires et dix canons reçus d’Arabie, du pacha des Turcs de Zabid. Il reprend l’offensive avant la saison sèche, mettant les Portugais en déroute à la bataille de Wofla (29 août 1542) : deux cents survivants se replient vers le Simien avec la reine et le prêtre catholique João Bermudes. Leur chef, Dom Christophe de Gama, fils de Vasco de Gama, resté en arrière, est capturé et torturé avant d’être décapité.
En octobre, le negus Gelawdewos réussit à joindre ses troupes et les Portugais, tandis qu'Ahmed al Ghazi, sûr de son succès, a congédié ses alliés turcs et regagné ses quartiers près du lac Tana. L'année suivante, les troupes de Harar sont surprises et décimées par le négus Gelawdewos à Ouaïna-Dega, près du lac Tana, en février 1543. Ahmed al Ghazi est tué d’une balle de mousquet par le Portugais Pero de Lian. Privés de leur chef, ses soldats se dispersent et sont taillés en pièces dans leur fuite vers l’Adal.

### La période ottomane
Massaoua est conquise par les forces ottomanes commandées par Özdemir Pacha le 2 avril 1557. La ville et ses alentours sont alors intégrés à l'eyalet de Habesh en tant que sandjak. En 1579, elle accède même au statut de capitale provinciale. Officiellement placée sous l'autorité du beylerbey de Habesh, Massaoua est en réalité gérée pendant l'essentiel de la période ottomane par un naib autochtone d'ethnie bedja,.
En 1846, le sultan Abdülmecid Ier laisse l'administration de la région au pacha d'Égypte Mohammed Ali.

### La colonisation italienne

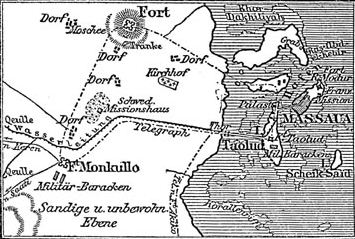
Massaoua au XIXe siècle

L'occupation italienne de Massaoua se fit pacifiquement, le 5 février 1885, par un corps expéditionnaire de 1 500 bersaglieri sous le commandement du colonel Tancredi Saletta et sous le regard bienveillant du Royaume-Uni qui l'avait même sollicitée. Les Britanniques entendaient se servir des Italiens pour diminuer le rayon d'action des Français en Afrique et pour réprimer la révolte au Soudan voisin, fomentée par les indépendantistes partisans de Muhammad Ahmad qui prétendait être le Mahdi.
Les protestations du Caire et de Constantinople n'eurent pas d'écho et la garnison égyptienne fut rapatriée à la fin de l'année, sauf les mercenaires indigènes enrôlés par les Italiens.

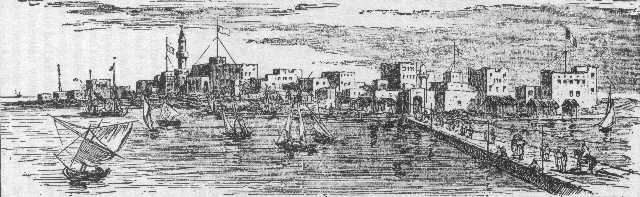
Massaoua en 1890

Le 12 février fut envoyé un autre contingent de militaires (42 officiers, 920 soldats) et une troisième expédition eut lieu le 24 février. En trois mois, les troupes italiennes occupèrent toute la côte entre Massaoua et Assab.
Sa situation géographique est utilisée pour la contrebande d'armes, activité répandue dans le golfe d'Aden et en Somalie et contre laquelle le gouvernement italien s'engage en 1909 aux côtés du Royaume-Uni et de la France. Elle devient la base navale de la marine royale italienne en Mer Rouge.
Pendant la Seconde Guerre mondiale, lors des opérations menées par les Alliés en Érythrée contre l'occupation italienne, le colonel français Raoul Magrin-Vernerey, à la tête de la brigade française libre d'Orient, prend Massaoua en mars 1941, dans le cadre de la bataille de Keren. Il entre dans la ville avec une section d'éclaireurs motocyclistes et fait prisonniers l'amiral Mario Bonetti (it), commandant des forces italiennes en Afrique orientale, 8 autres officiers généraux, 440 officiers et 14 000 hommes des forces italiennes.

## Climat
Massaoua possède un climat désertique chaud (Classification de Köppen BWh). La ville reçoit une très faible quantité de précipitations annuelles, avec une moyenne approximative de 180 mm, et la ville connaît systématiquement et constamment des températures très élevées, toute l'année, de jour comme de nuit. La température moyenne annuelle approche 30 °C, soit une des plus élevées au monde. Massaoua est connue pour son humidité estivale étouffante malgré son climat désertique. La combinaison de la chaleur du désert et de l'humidité de la mer Rouge rend les températures ressenties (indice de chaleur/Humidex) encore plus extrêmes. Le climat désertique de Massaoua est particulier parce que les amplitudes thermiques journalières et annuelles sont très faibles pour un tel climat, ce qui s'explique d'une part par la latitude inhabituellement basse d'un désert chaud mais aussi par la présence de la mer qui joue le rôle de régulateur thermique. Le ciel est habituellement clair et dégagé tout au long de l'année. Massaoua fait partie des villes les plus chaudes de la planète.
| Mois                              | jan. | fév. | mars | avril | mai  | juin | jui. | août | sep. | oct. | nov. | déc. | année |
| --------------------------------- | ---- | ---- | ---- | ----- | ---- | ---- | ---- | ---- | ---- | ---- | ---- | ---- | ----- |
| Température minimale moyenne (°C) | 20,2 | 21,4 | 22,1 | 24,3  | 25,5 | 28,6 | 29,7 | 28,9 | 27,2 | 25,6 | 22,2 | 21   | 24,73 |
| Température moyenne (°C)          | 24,7 | 25,9 | 27,1 | 29,2  | 31,4 | 34,4 | 35,4 | 34,7 | 33,3 | 31,1 | 27,6 | 26   | 30,07 |
| Température maximale moyenne (°C) | 29,1 | 30,4 | 32,2 | 34,1  | 37,3 | 40,2 | 41,1 | 40,5 | 39,3 | 36,6 | 33,1 | 31   | 35,41 |
| Précipitations (mm)               | 34,7 | 22,2 | 10,2 | 3,9   | 7,6  | 0,4  | 7,8  | 7,8  | 2,7  | 22,4 | 24,1 | 39,5 | 184   |
| Humidité relative (%)             | 76,3 | 75,3 | 73,3 | 70,5  | 65   | 53,8 | 53   | 55,6 | 60,8 | 66,6 | 69,1 | 74,5 | 66,2  |